# Hudman Glacier
Hudman Glacier är en glaciär i Antarktis. Den ligger i Västantarktis. Chile gör anspråk på området. Hudman Glacier ligger 589 meter över havet.
Terrängen runt Hudman Glacier är kuperad åt nordväst, men åt sydost är den platt. Trakten är obefolkad. Det finns inga samhällen i närheten. 